# Belagerung von Olmütz
Pirna – Lobositz – Prag – Gabel – Kolin – Groß-Jägersdorf – Moys – Roßbach – Breslau – Leuthen – Domstadtl – Olmütz – Neisse – Zorndorf – Hochkirch – Kay – Kunersdorf – Hoyerswerda – Maxen – Koßdorf – Landeshut – Liegnitz – Oschatz – Berlin – Wittenberg – Torgau – Döbeln – Burkersdorf – Reichenbach – Freiberg
Die Belagerung von Olmütz war zentraler Teil der Frühjahrsoffensive des Jahres 1758 der Preußen unter Friedrich II. im Rahmen des Siebenjährigen Krieges. Sie war als eine entscheidende Aktion gegen Österreich geplant. Die eigentliche Belagerung dauerte von Mai bis Juni 1758. Sie scheiterte letztlich an der Unterbrechung der preußischen Versorgungslinie und der Wegnahme eines großen preußischen Versorgungskonvois durch die Österreicher. Letztlich war Friedrich II. gezwungen, Böhmen und Mähren zu räumen. 

## Vorgeschichte
Der Feldzug von 1757 hatte mit der Schlacht von Leuthen mit einem großen Erfolg der Preußen in Schlesien geendet. Am 20. Dezember ergaben sich dann noch 17.000 österreichische Soldaten in Breslau. Im April 1758 folgte die Eroberung von Schweidnitz. Dabei ergaben sich weitere 5000 Mann. 
Beim Beginn des Feldzuges von 1758 zeichnete sich ab, dass die Briten, die mit Preußen verbündet waren, ihr militärisches Engagement sowohl auf dem europäischen Kriegsschauplatz als auch in den Kolonien verstärken würden. Durch die Londoner Konvention vom April erhielt Preußen hohe britische Subsidien. Auch bewilligte das Parlament die Entsendung von Truppen auf das Festland. Auf der anderen Seite bestand aus preußischer Sicht die Gefahr, dass die Russen in den Krieg mit einer Armee im brandenburgischen Kernland eingreifen könnten. Bereits Anfang des Jahres marschierten sie in Ostpreußen ein. Durch die Erfolge gegen die Franzosen hatte Friedrich II. jedoch insgesamt an Spielraum gewonnen, den er für ein offensives Vorgehen nutzen wollte. Er war bereit, sich von seiner Stellung in Sachsen zu lösen und die Entscheidung in Mähren zu suchen. Damit sollten die Österreicher neutralisiert werden. Friedrich hoffte so Kräfte für den Kampf gegen die Russen frei zu bekommen. 

## Vorbereitungen
Friedrich II. begann den Feldzug mit einer Aktion gegen Olmütz in Mähren. Die Eroberung der Festung sollte die kaiserlichen Hauptkräfte an der Donau binden. Prinz Heinrich sollte die preußische Position in Sachsen schützen. Nach der Einnahme von Olmütz sollte er gegen Böhmen vorrücken und Prag einnehmen. Die Armee Dohnas sollte die Kerngebiete gegen die Schweden und Russen verteidigen. General Zieten sollte Niederschlesien sichern. 
Seit 1740 hatten preußische Armeen bereits vier Mal vor Olmütz gestanden. Die Befestigungen von Olmütz waren nach den Erfahrungen der vorangegangenen Kriegsjahre von den Österreichern verstärkt worden. Sie verfügte anfangs über eine eher schwache Garnison. Diese wurde aber immer mehr verstärkt und zählte etwa 7500 Mann. Sie bestand aus österreichischen Truppen und Einheiten anderer Reichsstände. Auch die Bürger der Stadt waren bewaffnet. Diese verfügte über erhebliche Munitions- und Nahrungsmittelvorräte. Kommandiert wurde sie von dem erfahrenen Feldzeugmeister Ernst Dietrich Marschall von Burgholzhausen. Ein Teil der Einwohner hatte die Stadt zu verlassen, um Nahrungsmittel einsparen zu können.

## Verlauf
Am 29. April marschierte die preußische Armee in Mähren ein. Der Vormarsch wurde durch einen späten Wintereinbruch verzögert. Erst am 4. Mai erreichte die Armee die Gegend um Olmütz. 
Die eigentliche Belagerung wurde von Feldmarschall James Keith geleitet. Dieser verfügte über insgesamt 11.000 Mann. Seine Kräfte waren aber zu gering, um die gesamte Stadt völlig einschließen zu können. Es gelang daher nicht, die Versorgung der Stadt völlig zu unterbrechen. Während fast der gesamten Belagerungszeit mussten nur zwei Tore geschlossen bleiben, zwei andere blieben geöffnet und die Markttätigkeit erfuhr kaum Unterbrechung.
Um den 27. Mai begann die Eröffnung der ersten Parallelen. Die Belagerungsgräben wurden von etwa 1600 Mann vorangetrieben. Diese bestanden zum Großteil aus Soldaten und zu einem kleineren Teil aus zwangsrekrutierten Bauern der Umgebung. Am 30. war die erste Parallele mit sechs Batterien aus Kanonen und Mörsern fertig. Am 31. Mai begann die Beschießung der Stadt aus 30 Kanonen, 16 Mörsern und 8 Haubitzen. Die Belagerten antworteten mit Gegenfeuer. Damit zerstörten sie zumindest zeitweise die gegnerische Hauptbatterie. 
Die eigentliche Belagerung dauerte etwa einen Monat. Die Belagerer waren schließlich fast bis zum Glacis vorgedrungen. Die Außenwerke der Festung waren weitgehend zerstört. Zahlreiche Gebäude waren ebenfalls zerstört oder stark beschädigt. Die Stadt war am Ende auch fast gänzlich eingeschlossen. Die Verteidiger reagierten mit zahlreichen Ausfällen. Die Belagerung kostete auf beiden Seiten hohe Verluste. Neben den Truppen waren auch die Bewohner der Stadt stark betroffen.   
Auf österreichischer Seite löste der mögliche Fall der Stadt Furcht vor einem Vorstoß der Preußen in Richtung Prag und Wien aus. Teile des Hofes dachten bereits an Flucht. Maria Theresia war indes zum Widerstand entschlossen. Inzwischen war der Prinz von Lothringen nach der Niederlage von Leuthen als Oberbefehlshaber von Feldmarschall Daun abgelöst worden. Dieser wich zwar einer größeren Schlacht mit Friedrich aus, schwächte dessen Truppen aber durch rasche Überfälle und kleinere Gefechte. Auch gelang es, Verstärkungen nach Olmütz durchzubringen. 
Durch die Dauer der Belagerung wurden bei den Preußen die Munition und der Nachschub knapp. Der Erfolg Friedrichs hing von der Heranführung des Nachschubs ab. Ein großer für die Belagerungsarmee bestimmter Transport bestand aus mindestens 3000 Wagen unter schwerer Bedeckung unter Zieten. Er transportierte erhebliche Mengen an Munition und Nahrungsmittel. Bei dem Transport befanden sich auch eine Million Taler. Der Konvoi zog sich teilweise über eine Strecke von 40 Kilometern hin. Bei Domstadtl geriet dieser wichtige Konvoi nach ersten Gefechten am 28. Juni am 30. Juni in einen Hinterhalt des Generals Laudon. Die Österreicher griffen dabei nicht in der üblichen Schlachtordnung an, sondern bedienten sich schneller Überfälle nach Art des kleinen Krieges. Dies versetzte die preußischen Truppen in Verwirrung. Daraufhin zog sich Zieten nach Troppau zurück. Ein kleiner Teil des Konvois aus etwa 100 Wagen erreichte Olmütz. Der größte Teil fiel den Österreichern in die Hände. Dabei büßten die Preußen große Menge Munition und Verpflegung ein. Bei den Kämpfen um den Transport waren etwa 2500 Mann gefallen oder in Gefangenschaft geraten. Außerdem gingen 12 Kanonen verloren.  
Dieser Verlust an Nachschub zwang Friedrich II., nur zwei Tage später die Belagerung abzubrechen. Er zog sich in Richtung Böhmen zurück. Am 13. Juli kam er mit der preußischen Armee in Königgrätz an. Seine Hoffnung, Daun zu einer Schlacht zu zwingen, erfüllte sich nicht. Die Österreicher verfügten über gut befestigte Stellungen. Aus diesen heraus führten sie mit leichten Truppen Angriffe auf die Versorgungslinien Friedrichs. Gleichzeitig drangen die Russen im Osten vor, so dass Friedrich gezwungen war, Böhmen und Mähren zu räumen. Im August kam es dann zu der Schlacht bei Zorndorf.
Maria Theresia erhob nach dem Ende der Belagerung in ihrer Eigenschaft als Erzherzogin von Österreich und Markgräfin von Mähren die Richter, Bürgermeister und Ratsmitglieder der Stadt kollektiv in den Adelsstand, was für 15 Personen dokumentiert wurde.